# Pseudostygarctus mirabilis
Pseudostygarctus mirabilis är en djurart som tillhör fylumet trögkrypare, och som beskrevs av de Zio Grimaldi, D'Addabbo Gallo och Morone De Lucia 1998. Pseudostygarctus mirabilis ingår i släktet Pseudostygarctus och familjen Stygarctidae. Inga underarter finns listade i Catalogue of Life.